# Karl Ingold
Pour les articles homonymes, voir Ingold.
Carl Wilhelm Rudolph Ingold, né le 19 janvier 1880 à Colmar et mort le 22 février 1956 à Pfastatt, est un aviateur alsacien d'origine suisse.

## Biographie
Après avoir évolué dans le monde du cyclisme, le 13 septembre 1911, Karl Ingold, naturalisé allemand, passe son examen de pilote à Johannisthal-Berlin. Le Deutscher Luftschiffer-Verband lui délivre le brevet allemand no 114. Aviateur chevronné dans l'armée allemande, en janvier 1915, il est décoré par l’Empereur de la croix de fer de première classe.
Le 7 février 1914, il décolle de Mulhouse aux commandes d’un biplan allemand de type militaire, suffisant pour assurer un vol de 18 heures d'affilée, et battre deux records : celui de la durée sans escale anciennement détenu par l'aviateur Bruno Langer et celui de distance sans escale précédemment sous la propriété de Augustin Seguin. Son record de durée de 16 heures et 19 minutes dure près de 2 mois et demi, et est battu par Étienne Poulet le 26 avril 1914, ce dernier évoluant dans les airs durant 16 heures, 28 minutes et 56 secondes, 4/5 avec son biplan Caudron, à moteur Rhône de 60 chevaux.